# Gerhard Karl Gottsberger

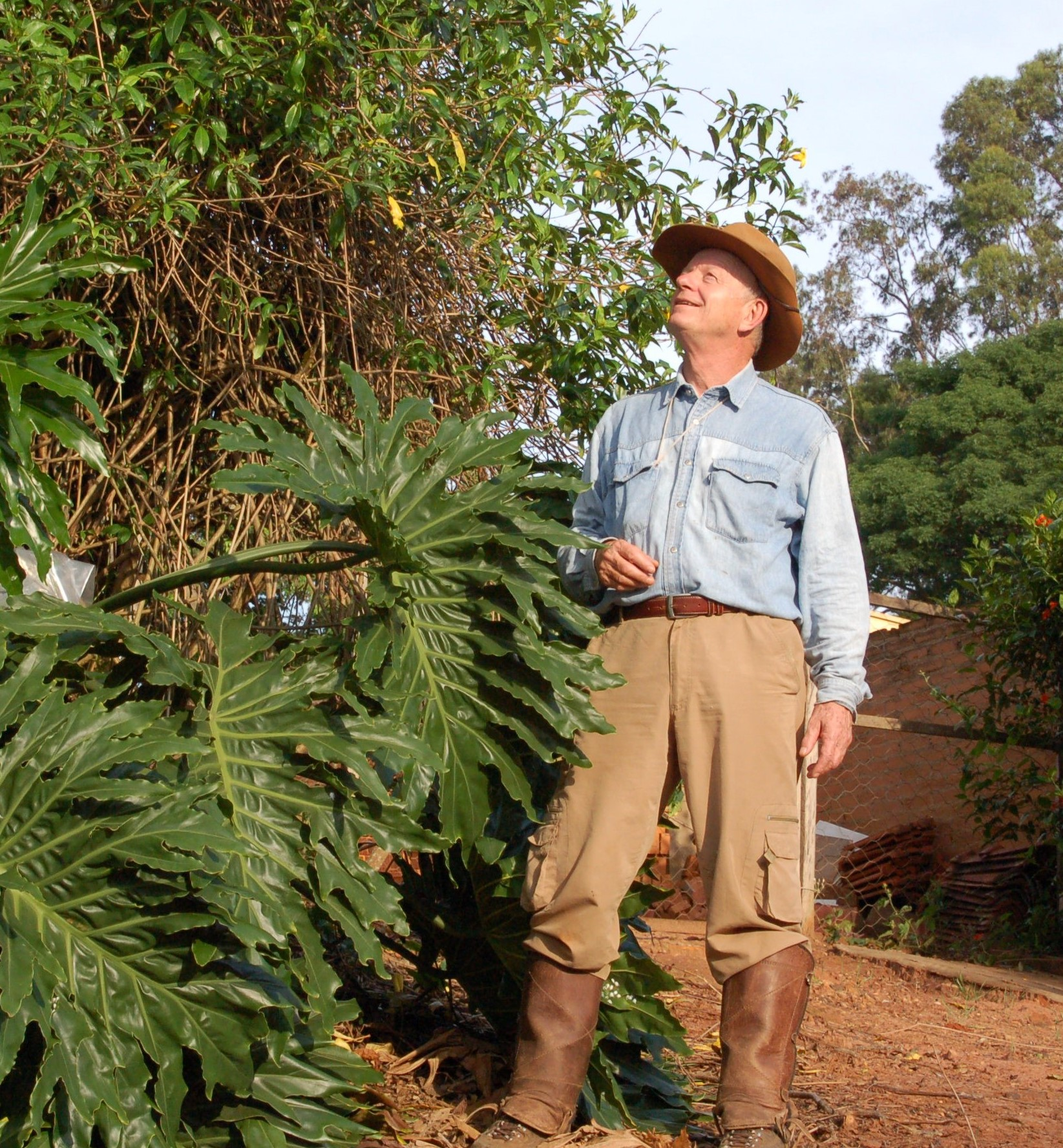
Dr. Gottsberger en 2014, en Bahía, Brasil.

Gerhard Karl Gottsberger ( 1940 ) es un profesor, botánico, micólogo alemán, desempeñándose en el "Departamento de Botánica Sistemática y de Ecología de la Universidad de Ulm; que ha realizado investigaciones florísticas en Brasil, en el "Proyecto Binacional Mata Atlántica - Hallazgo de Tesoros de la Biodiversidad", siendo delegado en Recife

## Algunas publicaciones
- 1966. Die Myxomyceten der Steiermark mit Beiträgen zu ihrer Biologie. Ed. J. Cramer. 101 pp.
- 1968. Myxomyceten aus Bahia und Goiás. 10 pp.
- gerhard Gottsberger, ilse Silberbauer-Gottsberger. 1991. Olfactory and Visual Attraction of Erioscelis emarginata (Cyclocephalini, Dynastinae) to the Inflorescences of Philodendron selloum (Araceae). Biotropica 23 ( 1): 23-28
- 2008. Pollination and evolution in neotropical Annonaceae. Plant Species Biology 14 ( 2): 143 - 152

### Libros
- gerhard k. Gottsberger, friedrich Ehrendorfer, ilse Silberbauer-Gottsberger. 1980. Reproductive Biology in the Primitive Relic angiosperm Drimys brasiliensis (Winteraceae). 29 pp.

- friedrich Ehrendorfer, peter k. Endress, gerhard k. Gottsberger, jens g. Rohwer, wilfried Morawetz, h.-d. Behnke. 1986. Biology and evolution of tropical woody plants. Volumen 152 de Plant systematics and evolution. Ed. Springer-Verlag. 131 pp.

- elke Hochgesand, gerhard k. Gottsberger, olga Yano, maria candida Henrique Mamede. 1996. Myxomycetes from State of São Paulo, Brazil. Nº 10 de Boletim do Instituto de Botânica. 325 pp.

- -------, -------. 2006. Life in the Cerrado: Origin, structure, dynamics and plant use. Volumen 1 de Life in the Cerrado: A South American Tropical Seasonal Ecosystem. Ed. Reta Verlag. 277 pp. ISBN 3000179283

- -------, -------. 2006. Life in the Cerrado: Pollination and seed dispersal. Volumen 2 de Life in the Cerrado: A South American Tropical Seasonal Ecosystem. 383 pp. ISBN 3000179291

### Como coeditor
- 1987. Reproductive Biology and Evolution of Tropical Woody Angiosperms: A Symposium from the Xivth International Botanical Congress. Berlín, Memoirs of the New York Botanical Garden. Eds. Gerhard Gottsberger, Ghillean T. Prance. 195 pp. ISBN 0893273481
- 2001. Life Forms and Dynamics in Tropical Forests. Eds. Gerhard Gottsberger; Sigrid Liede. ISBN 978-3-443-64259-4

- La abreviatura «Gottsb.» se emplea para indicar a Gerhard Karl Gottsberger como autoridad en la descripción y clasificación científica de los vegetales.[3]